# 이기명 (1896년)
이기명(李起明, 일본식 이름: 李家起明, 1896년 6월 14일 ~ ?)은 일제강점기의 관료이다.

## 생애
경기도 가평군 출신으로, 1915년에 춘천농공고등학교 전신인 춘천의 농업학교를 졸업하였다. 학교 졸업 후 춘천군 재무계에 임시직원으로 채용되면서 관계에 들어섰다.
1918년에는 판임관견습으로 강원도 서무계에서 일하기 시작했고, 이듬해 조선총독부 군서기로 임용되어 인제군에 발령받았다. 1923년에는 원주군으로, 1930년에는 김화군으로 이동하였으며, 1931년에 횡성군 서무주임으로 승진하였다.
양양군 서무주임과 내무주임을 거쳐 1935년에 화천군 군수로 발탁되었다. 화천군수로 임명된 1935년에 총독부가 편찬한 《조선공로자명감》에는 353명의 공로자 중 한 명으로 기재되어 있으며, 총독부가 시정 25주년을 기념하여 표창한 표창자 명단에도 들어 있다. 이근수는 "농업 및 농업정책에 대한 지식이 많"다는 평가를 받았다.
이후 회양군과 홍천군 군수에 차례로 임명되었다. 홍천군수로 재직하던 1940년을 기준으로 정7위에 서위되어 있었고, 퇴관 후에는 강릉군에 머물머 주문진읍장을 지냈다.
2008년 민족문제연구소가 발표한 친일인명사전 수록예정자 명단 중 관료 부문에 포함되었다.

## 참고자료
- 이기명(李起明) - 국사편찬위원회